# کلیسای وارطان مقدس (آلاپارس)
کلیسای وارطان مقدس (ارمنی: Սուրբ Վարդան եկեղեցի) یک کلیسا متعلق به کلیسای حواری ارمنی واقع در شهر آلاپارس، استان کوتایک ارمنستان می‌باشد. ساخت و ساز این ساختمان در سده ۱۹ام میلادی؛ به پایان رسید. این بنا به سبک معماری ارمنی طراحی شده است.